# 九台駅
九台駅（きゅうだいえき）とは、中華人民共和国吉林省長春市九台区に位置する長図線の駅。

## 歴史
- 1912年　開業。

## 隣の駅
中華人民共和国鉄道部
長図線
飲馬河駅 - 九台駅 - 営城駅
座標: 北緯44度08分50秒 東経125度49分54秒 / 北緯44.1472度 東経125.8316度